# جانی دارک (فیلم)
جانی دارک (به انگلیسی: Johnny Dark) یک فیلم سینمایی آمریکایی در ژانر اکشن، درام و کمدی با تکنولوژی تکنی‌کالر محصول سال ۱۹۵۴ میلادی به کارگردانی جرج شرمن است. بازیگران اصلی این فیلم تونی کرتیس، پایپر لوری و دان تیلور هستند.

## بازیگران
- تونی کرتیس در نقش جانی دارک
- پایپر لوری در نقش لیز فیلدینگ
- دان تیلور در نقش دوک بنسون
- پال کلی در نقش ویلیام اچ. اسکاتی اسکات
- ایلکا چیس به عنوان ابی بنز
- سیدنی بلکمر به عنوان جیمز فیلدینگ
- روت همپتون به عنوان خانم مرزی
- راسل جانسون
- جو سایر در نقش کارل سونسون
- رابرت نیکولز در نقش سمیتی
- پیر واتکین به عنوان اد جی وینستون
- اسکتمن کراترز به عنوان خودش
- رالف مونتگومری به عنوان مورگان